# Lexington Challenger 2022
Il Lexington Challenger 2022 è stato un torneo di tennis professionistico maschile e femminile. È stata la 27ª edizione del torneo maschile, facente parte della categoria Challenger 80 nell'ambito dell'ATP Challenger Tour 2022, con un montepremi di 53 120 $. È stata invece la 25ª edizione del torneo femminile, facente parte della categoria W60 con un montepremi di 60 000 $. Si è svolto dall'1 al 7 agosto 2022 sui campi in cemento del Top Seed Tennis Club di Lexington, negli Stati Uniti.

## Singolare maschile

### Partecipanti

#### Teste di serie
| Nazionalità | Giocatore               | Ranking* | Testa di serie |
| ----------- | ----------------------- | -------- | -------------- |
|             | Roman Safiullin         | 119      | 1              |
| Ecuador     | Emilio Gómez            | 146      | 2              |
| Rep. Ceca   | Dalibor Svrčina         | 169      | 3              |
| Paesi Bassi | Gijs Brouwer            | 195      | 4              |
| Kazakistan  | Michail Kukuškin        | 207      | 5              |
| Argentina   | Genaro Alberto Olivieri | 226      | 6              |
| Stati Uniti | Aleksandar Kovacevic    | 227      | 7              |
| Francia     | Enzo Couacaud           | 230      | 8              |

* Ranking al 25 luglio 2022.

### Altri partecipanti
I seguenti giocatori hanno ricevuto una wild card per il tabellone principale:
- Millen Hurrion
- Aleksandar Kovacevic
- Evan Zhu

Il seguente giocatore è entrato in tabellone con il ranking protetto:
- Andrew Harris

I seguenti giocatori sono entrati in tabellone come alternate:
- Govind Nanda
- Sasikumar Mukund
- Mikael Torpegaard

I seguenti giocatori sono passati dalle qualificazioni:
- Stefan Dostanic
- Gage Brymer
- Ryan Harrison
- Strong Kirchheimer
- Cannon Kingsley
- Alafia Ayeni

Il seguente giocatore è entrato in tabellone come lucky loser:
- Kyle Seelig

## Campioni

### Singolare maschile
Constant Lestienne ha sconfitto in finale  Emilio Gómez con il punteggio di 6–4, 6–4.

### Singolare femminile
Katie Swan ha sconfitto in finale  Jodie Burrage con il punteggio di 6–0, 3–6, 6–3.

### Doppio maschile
Yuki Bhambri /  Saketh Myneni hanno sconfitto in finale  Gijs Brouwer /  Aidan McHugh con il punteggio di 3–6, 6–4, [10–8].

### Doppio femminile
Kateryna Volodko /  Aldila Sutjiadi hanno sconfitto in finale  Jada Myii Hart /  Dalayna Hewitt con il punteggio di 7–5, 6–3.